# BECO
BECO var ett elkonsultföretag, grundat år 1902, och uppköpt av VBB, nuvarande SWECO år 1988. Ursprungligen hette företaget Ingenjörsfirman David Bergman Konsult El  Byrå, vilken grundades i Stockholm år 1902. Det var den första elkonsultfirman i Sverige. År 1907 ombildades firman till ett aktiebolag med namnet Bergman & Co. Under 1970-talet blev Uno Sandström VD och 3 delades upp i divisionerna Installation/Tele och Industri, ledd av civilingenjören Torsten Rydqvist. Företaget hade då totalt runt 300 anställda med ritare och sekreterare som ansvarade för projekterade industrier, vattenkraft, gruvor, pappersbruk och mycket annat. Detta skedde bland annat i Mellanöstern, Afrika, Asien och Sverige.  